# Campeonato Sul-Americano de Atletismo de 1953 (não oficial)
O Campeonato Sul-Americano de Atletismo não oficial de 1953 foi realizado no período de 19 a 26 de abril de 1953 no Estádio Nacional, em Santiago, no Chile. Contou com 31 provas, tendo como destaque o Brasil com 30 medalhas no quadro geral. 

## Medalhistas
Esses foram os resultados do campeonato. 

### Masculino
| Evento                      | Ouro                           | Ouro    | Prata                      | Prata   | Bronze                     | Bronze  |
| --------------------------- | ------------------------------ | ------- | -------------------------- | ------- | -------------------------- | ------- |
| 100 metros                  | Gerardo Bönnhoff (ARG)         | 10.9    | Romeo Galán (ARG)          | 11.0    | Gerardo Salazar (PER)      | 11.0    |
| 200 metros                  | Gerardo Bönnhoff (ARG)         | 21.8    | Benedito Ferreira (BRA)    | 21.8    | Gustavo Ehlers (CHI)       | 22.1    |
| 400 metros                  | Argemiro Roque (BRA)           | 48.2    | Gustavo Ehlers (CHI)       | 48.5    | Ramón Sandoval (CHI)       | 49.1    |
| 800 metros                  | Ramón Sandoval (CHI)           | 1:52.3  | Argemiro Roque (BRA)       | 1:53.7  | Waldomiro Monteiro (BRA)   | 1:54.5  |
| 1 500 metros                | Guillermo Solá (CHI)           | 3:58.6  | Juan Miranda (ARG)         | 4:00.4  | Laudionor da Silva (BRA)   | 4:03.0  |
| 5 000 metros                | Osvaldo Suárez (ARG)           | 15:23.1 | Raúl Ibarra (ARG)          | 15:25.5 | Luis Campusano (CHI)       | 15:27.0 |
| 10 000 metros               | Ricardo Bralo (ARG)            | 31:36.0 | Alfredo Cornejo (CHI)      | 32:10.2 | Raúl Ibarra (ARG)          | 32:19.2 |
| Meia maratona               | Reinaldo Gorno (ARG)           | 1:09:47 | Ezequiel Bustamente (ARG)  | 1:09:49 | Juan Gau (URU)             | 1:11:17 |
| 3 000 metros com obstáculos | Guillermo Solá (CHI)           | 9:25.3  | Edgard Mitt (BRA)          | 9:28.8  | Santiago Novas (CHI)       | 9:29.7  |
| 110 metros com barreiras    | Estanislao Kocourek (ARG)      | 14.7    | Wilson Carneiro (BRA)      | 14.7    | Ijoel da Silva (BRA)       | 15.0    |
| 400 metros com barreiras    | Wilson Carneiro (BRA)          | 51.9    | Jörn Gevert (CHI)          | 52.4    | Humberto Cabrera (ARG)     | 53.9    |
| 4×100 metros estafetas      | Brasil                         | 41.7    | Argentina                  | 41.9    | Chile                      | 42.6    |
| 4×400 metros estafetas      | Brasil                         | 3:15.5  | Chile                      | 3:17.1  | Argentina                  | 3:19.1  |
| Salto em altura             | José Telles da Conceição (BRA) | 1.93    | Ernesto Lagos (CHI)        | 1.93    | Carlos Puebla (CHI)        | 1.85    |
| Salto à vara                | Eduardo de Oca (ARG)           | 3.80    | Hélio da Silva (BRA)       | 3.80    | Luis Ganoza (PER)          | 3.60    |
| Salto em comprimento        | Ary de Sá (BRA)                | 7.31    | Aldo Zuccolillo (PAR)      | 7.17    | Ahylton da Conceição (BRA) | 7.16    |
| Salto triplo                | Adhemar da Silva (BRA)         | 15.61   | Renato do Nascimento (BRA) | 14.95   | Alberto Betalleluz (PER)   | 14.08   |
| Arremesso de peso           | Alcides Dambrós (BRA)          | 15.08   | Rubén Scaraffia (ARG)      | 13.74   | Nadim Marreis (BRA)        | 13.61   |
| Lançamento de disco         | Eduardo Julve (PER)            | 46.82   | Elvio Porta (ARG)          | 46.68   | Pedro Ucke (ARG)           | 44.86   |
| Lançamento do martelo       | Arturo Melcher (CHI)           | 49.14   | Elvio Porta (ARG)          | 48.75   | Alejandro Díaz (CHI)       | 48.65   |
| Lançamento de dardo         | Ricardo Héber (ARG)            | 68.23   | Janis Stendzenieks (CHI)   | 64.94   | Gerardo Mielke (ARG)       | 61.96   |
| Decatlo                     | Carlos Vera (CHI)              | 5436    | Francisco Moura (BRA)      | 5359    | Hércules Azcune (URU)      | 5291    |

### Feminino
| Evento                  | Ouro                    | Ouro  | Prata                  | Prata | Bronze                 | Bronze |
| ----------------------- | ----------------------- | ----- | ---------------------- | ----- | ---------------------- | ------ |
| 100 metros              | Lilián Buglia (ARG)     | 12.6  | Deyse de Castro (BRA)  | 12.7  | Lilián Heinz (ARG)     | 12.8   |
| 200 metros              | Deyse de Castro (BRA)   | 25.2  | Lilián Heinz (ARG)     | 25.6  | Gladys Erbetta (ARG)   | 26.0   |
| 80 metros com barreiras | Wanda dos Santos (BRA)  | 11.7  | Eliana Gaete (CHI)     | 11.7  | Anice Burgos (BRA)     | 12.3   |
| 4×100 metros estafetas  | Brasil                  | 48.2  | Argentina              | 48.7  | Chile                  | 50.3   |
| Salto em altura         | Deyse de Castro (BRA)   | 1.55  | Elizabeth Müller (BRA) | 1.50  | María Cañas (CHI)      | 1.45   |
| Salto em comprimento    | Gladys Erbetta (ARG)    | 5.54  | Lisa Peters (CHI)      | 5.46  | Lilián Buglia (ARG)    | 5.45   |
| Arremesso de peso       | Vera Trezoitko (BRA)    | 11.91 | Isabel Avellán (ARG)   | 11.37 | Elizabeth Müller (BRA) | 11.11  |
| Lançamento de disco     | Isabel Avellán (ARG)    | 41.17 | Ingeborg Pfüller (ARG) | 39.09 | Erika Trömel (CHI)     | 38.18  |
| Lançamento do dardo     | Anneliese Schmidt (BRA) | 39.67 | Adriana Silva (CHI)    | 38.20 | Carmen Venegas (CHI)   | 37.43  |

## Quadro de medalhas (não oficial)
| Ordem | País      | Medalha de ouro | Medalha de prata | Medalha de bronze | Total |
| ----- | --------- | --------------- | ---------------- | ----------------- | ----- |
| 1     | Brasil    | 14              | 9                | 7                 | 30    |
| 2     | Argentina | 11              | 12               | 8                 | 31    |
| 3     | Chile     | 5               | 9                | 11                | 25    |
| 4     | Peru      | 1               | 0                | 3                 | 4     |
| 5     | Paraguai  | 0               | 1                | 0                 | 1     |
| 6     | Uruguai   | 0               | 0                | 2                 | 2     |
|       | TOTAL     | 30              | 30               | 26                | 86    |